# Oliver George Hutchinson
Oliver George Hutchinson (* 6. Mai 1891 in Belfast; † April 1944) war ein irischer Unternehmer.
Der Sohn von Samuel Corbett Hutchinson († 29. November 1925), einem Motorenhändler, ging in Belfast auf eine technische Schule. Nach der Beendigung seiner Schulzeit ging er als Lehrling nach Schottland, wo er eine Zeit lang bei dem schottischen Automobilhersteller Argyll Motors arbeitete, bei dem auch John Logie Baird eine Weile tätig war.
Ab 1922 traf er im Konkurrenzkampf auf dem Markt für Seifen auf Baird, der eine mit Baird’s Speedy Cleaner, der andere mit Hutchinson’s Rapid Washer. 1925 trat er als Partner und Managing Director in die Baird Television Development Company ein. Die spätere Bedeutung des Namens Baird in der Fernsehtechnik ist zu einem großen Teil auf den Einsatz Hutchinsons zurückzuführen.
Als Baird am 11. Juni 1929 mit Siegmund Loewe, der Robert Bosch GmbH und Zeiss Ikon das Gemeinschaftsunternehmen Fernseh AG gründete, wurde Hutchinson einer der vier Direktoren des neuen Unternehmens.

## Belege
1. ↑  Headstones: DOWN, Parish Church of St. Malachy, Graveyard, CoI, Hillsborough. (txt) Abgerufen am 15. Juli 2018.
2. ↑  Donald F. McLean: Restoring Baird's image. In: History of technology. Institution of Electrical Engineers, 2000, ISBN 0-85296-795-0, S. 172 (englisch, eingeschränkte Vorschau in der Google-Buchsuche).
3. ↑  Michael Keeble Buckland: Emanuel Goldberg and his knowledge machine: information, invention, and political forces. In: New directions in information management. Greenwood Publishing Group, 2006, ISBN 0-89789-978-4, S. 136–137 (englisch, eingeschränkte Vorschau in der Google-Buchsuche).